# Вступ до теорії автоматів, мов і обчислень
Introduction to Automata Theory, Languages, and Computation - впливовий підручник формальних мов та теорії алгоритмів написаний Джоном Гопкрофтом та Джеффрі Ульманом.  Раджив Мотвані брав участь в написанні новіших видань з 2000 року.

## Прізвисько
The Jargon File описує прізвисько книжки, Cinderella Book: "Названа так, бо на обкладинці зображена дівчина (як вважається, Попелюшка) що сидить напроти машини Руба Голдберга і тримає мотузку що виходить з машини. На малюнку на задній стороні обкладинки все поламано, бо вона потягнула за мотузку."

## Історія видань

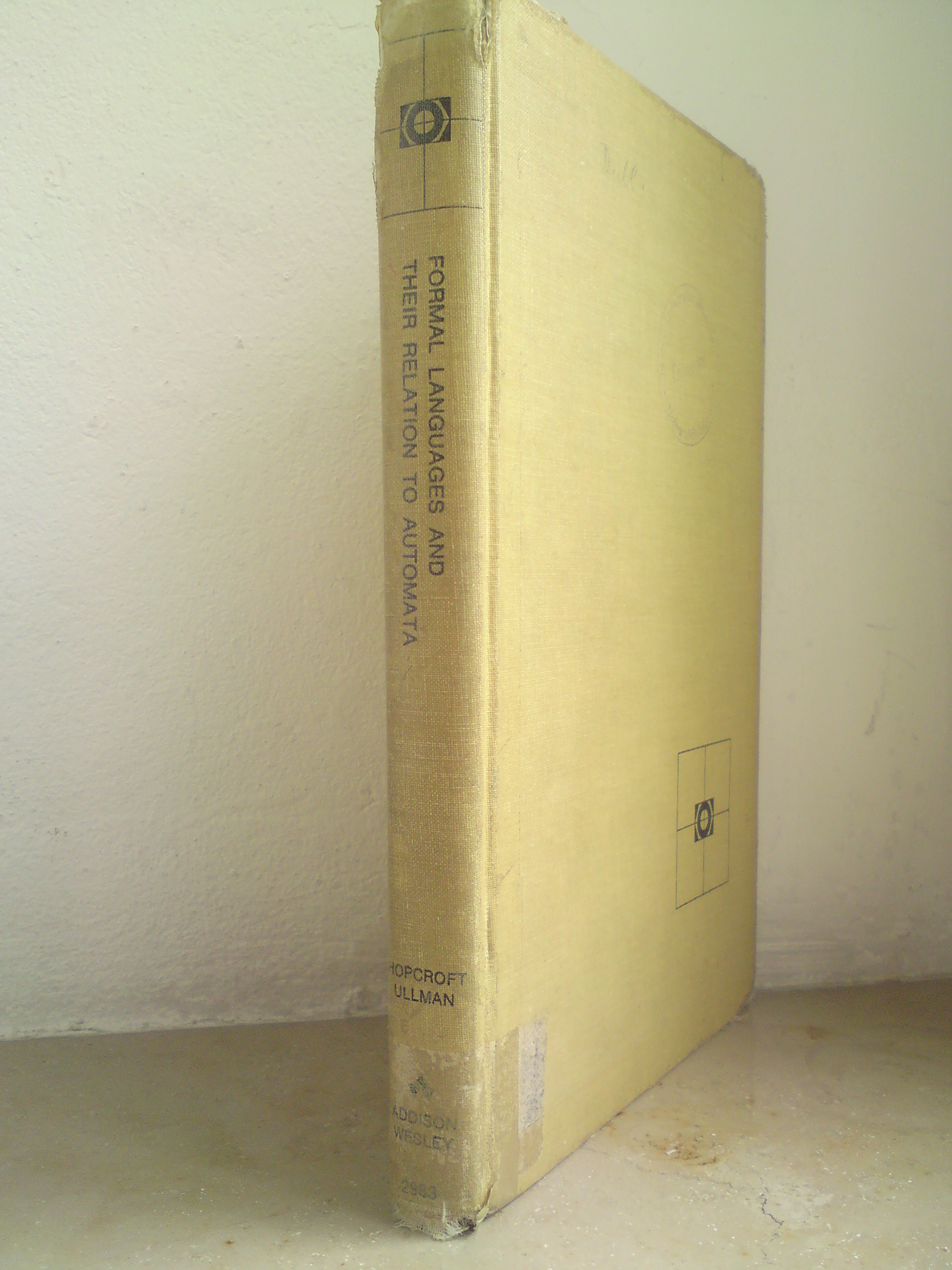
Formal Languages and Their Relation to Automata з'явилась в 1968, з обкладинкою без ілюстрацій.

Попередник книжки з'явився під назвою Formal Languages and Their Relation to Automata в 1968. Формуючи основу для створення курсів на цю тему, а також для подальших досліджень, ця книжка формувала галузь теорії автоматів протягом понад декади.
- Hopcroft, John E.; Ullman, Jeffrey D. (1968). Formal Languages and Their Relation to Automata. Addison-Wesley. ISBN 9780201029833.
- Hopcroft, John E.; Ullman, Jeffrey D. (1979). Introduction to Automata Theory, Languages, and Computation (вид. 1st). Addison-Wesley. ISBN 0-201-02988-X.
- Hopcroft, John E.; Motwani, Rajeev; Ullman, Jeffrey D. (2001). Вступ до теорії автоматів, мов і обчислень (вид. 2nd). Addison–Wesley. с. 521. {{cite book}}: Зовнішнє посилання в |edition= (довідка)(англ.)
- Hopcroft, John E.; Motwani, Rajeev; Ullman, Jeffrey D. (2006). Introduction to Automata Theory, Languages, and Computation (вид. 3rd). Addison-Wesley. ISBN 0-321-45536-3.
- Hopcroft, John E.; Motwani, Rajeev; Ullman, Jeffrey D. (2013). Introduction to Automata Theory, Languages, and Computation (вид. 3rd). Pearson. ISBN 978-1292039053.

## Зноски
1. ↑  Cinderella Book. Процитовано 22 липня 2020.